# 銀座の雨の物語
「銀座の雨の物語」（ぎんざのあめのものがたり）は、1983年9月21日に発売された小西博之と清水由貴子によるデュエット・シングル。

## 解説
当時、高視聴率を誇ったTBSのバラエティ番組『欽ちゃんの週刊欽曜日』で、コントのオチに小西博之と清水由貴子が古い歌謡曲をデュエットするコーナーがあり、その番組内で誕生したデュエットソング。小西はこの作品がデビューシングルとなり、清水は通算9枚目のシングルにあたる。
B面は『欽ちゃんの週刊欽曜日』で共演していた佐藤B作と天園翔子によるパロディー調のカバーとなっている。本楽曲で小西と清水は、ザ・ベストテンや歌のトップテンなど当時の人気歌番組にも多数出演し、オリコンチャートは25位、セールスは8.7万枚を売り上げた。
作曲を手掛けた南こうせつは同番組にもゲストで出演し、その際に小西と清水が南のファンだったという事を知り3人で、かぐや姫の「おもかげ色の空」もワンコーラスで披露している。

## 収録曲
- 両楽曲共に、作詞：阿久悠／作曲：南こうせつ／編曲：井上鑑

SIDE A
1. 銀座の雨の物語（4分00秒）
歌唱：小西博之・清水由貴子

SIDE B
1. 佐藤のB面です。銀座の雨の物語（4分00秒）
歌唱：佐藤B作・天園翔子